# Helmuth Ebbs
Helmuth Ebbs (* 30. Oktober 1894 in Magdeburg; † 28. Mai 1970 in Wuppertal) war ein deutscher Schauspieler, Theaterregisseur und -intendant.

## Leben
Nach einem Maschinenbaustudium wandte sich Helmuth Ebbs der Schauspielerei zu und ließ sich von Josef Jarno und Hans Marr künstlerisch ausbilden. Er debütierte am Theater in der Josefstadt, ehe er von 1919 bis 1921 am Wiener Stadttheater engagiert war. In der Saison 1921/22 spielte Ebbs am Schauspielhaus Zürich, danach ging er für ein Jahr an das Stadt- und Aktientheater St. Gallen, wo er erstmals auch Regiearbeiten übernahm. Von 1923 bis 1926 war er an den Städtischen Bühnen Graz als Schauspieler und Oberspielleiter verpflichtet. 1926 kehrte Ebbs nach Deutschland zurück. Hier fungierte er bis 1929 als Oberspielleiter am Reußischen Theater Gera und von 1929 bis 1931 als Oberspielleiter und Dramaturg am Nationaltheater Weimar, wo er unter anderem Festvorstellungen für die Goethe-Gesellschaft inszenierte. Die Spielzeit 1931/32 sah ihn als Oberspielleiter, Dramaturg und Schauspieler am Friedrich-Theater in Dessau. 1932/33 übernahm er den Posten des Intendanten am Opernhaus Graz, den er noch einmal von 1946 bis 1949 innehatte. Weitere Stationen waren das Rose-Theater in Berlin (1934/35, als Schauspieler), von 1935 bis 1939 als Oberspielleiter die Städtischen Festspiele in Baden-Baden und von 1936 bis 1941 als Oberspielleiter und Schauspieler das Nationaltheater Mannheim. Ab 1941 war Ebbs bis zur Schließung sämtlicher deutscher Theater 1944 Intendant am Stadttheater Würzburg.
Nach Beendigung des Zweiten Weltkriegs trat Ebbs seine zweite Intendanzzeit am Opernhaus in Graz an, danach arbeitete er dort bis 1953 zunächst als künstlerischer Direktor, später als Oberspielleiter des Schauspiels erneut an den Städtischen Bühnen. Daneben war er Lektor an der Universität Graz. In der Spielzeit 1953/54 wechselte Ebbs als Oberspielleiter an das Salzburger Landestheater. Anschließend war er bis 1968 an Schweizer Bühnen tätig. Von 1954 bis 1957 erneut am Schauspielhaus Zürich, danach spielte und inszenierte er bis 1960 am Stadttheater Bern. Seine längste Verpflichtung ging Ebbs von 1960 bis 1968 als Schauspieler und Regisseur an der Komödie Basel ein. Den Abschluss seiner Theaterlaufbahn bildete ein Engagement an den Wuppertaler Bühnen von 1968 bis 1970.
Bekannte Rollen Ebbs waren unter anderem Veit Tümpel im Zerbrochnen Krug von Heinrich von Kleist, der Zauberkönig in Geschichten aus dem Wiener Wald von Ödön von Horváth oder die Titelrolle in Friedrich Dürrenmatts musikalischer Komödie Frank der Fünfte. Als Regisseur inszenierte er beispielsweise die Shakespeare-Stücke Viel Lärm um nichts und Was ihr wollt, Dr. med. Hiob Prätorius von Curt Goetz oder Der gute Mensch von Sezuan von Bertolt Brecht.
Helmuth Ebbs wirkte fast ausschließlich am Theater. Ausnahmen bildeten die Mitwirkung in einigen Hörspielen, sowie als einzige nachgewiesene Arbeit vor der Kamera der Film Hexen aus dem Jahr 1949, wo er unter der Regie von Hans Schott-Schöbinger an der Seite von Edith Mill, Margrit Aust und Curd Jürgens zu sehen war.

## Filmografie
- 1949: Hexen

## Hörspiele
- 1959: Christopher Fry: Die Dame ist nicht fürs Feuer – Regie: Hans Conrad Fischer – RB/ORF
- 1959: Aldous Huxley: Das Genie und die Göttin – Regie: Ernst Schönwiese – ORF
- 1959: William Somerset Maugham: Silbermond und Kupfermünze – Regie: Alfons Hausmann – SRF
- 1960: Molière: Der eingebildete Kranke – Regie: Werner Hausmann – SR DRS/ORF/SWF
- 1961: Sean O’Casey: Der Rebell, der keiner war – Regie: Werner Hausmann – SR DRS/SR
- 1965: Leo Tolstoi: Auferstehung – Regie: Helmuth Ebbs – ORF
- 1966: Jean Bruller: Der menschenfreundliche Mörder – Regie: Werner Hausmann – HR
- 1967: Wolfgang Kirchner: Großer Bahnhof – Regie: Rudolf Kautek – ORF

## Auszeichnungen
- 1952: Österreichischer Staatspreis für Theaterleiter